# Marcel Farine

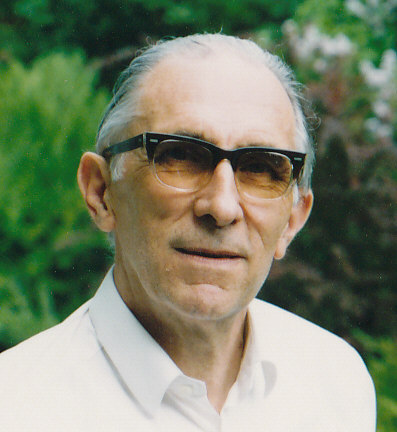
Marcel Farine

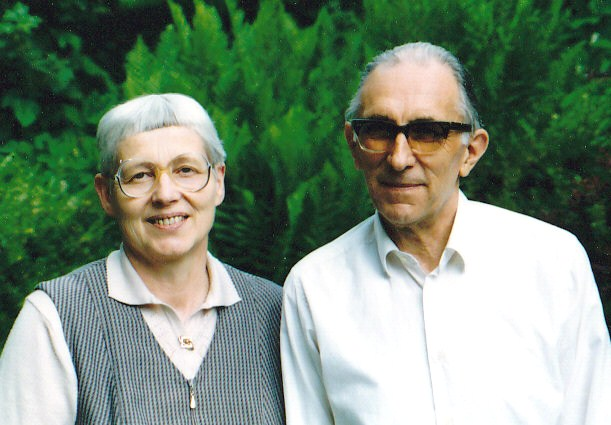
Theres und Marcel Farine

Marcel Farine (* 25. Februar 1924 in Moutier, Schweiz; † 27. März 2008 in Zollikofen) war ein Schweizer Entwicklungshelfer.

## Familie und Beruf
Marcel Farine stammte aus einer Familie, die Zeiten der Armut kannte. Farine arbeitete beruflich in der schweizerischen Postverwaltung und seit 1949 beim Weltpostverein, wo er drei Jahrzehnte lang tätig war. Er war seit 1949 verheiratet mit Theres Farine. Aus der Ehe stammten acht Kinder. Ausserdem betreute das Ehepaar einen Patensohn, den Sohn eines Aussätzigen aus Kamerun.

## Karitatives Engagement
Farine engagierte sich bereits mit 21 Jahren neben seiner Berufstätigkeit auf politischer und religiöser Ebene. Er setzte sich in der Christlichen Arbeiterjugend und der Gewerkschaftsbewegung von Bern ein. Er nahm z. B. auf dem Bahnhofsvorplatz mit den sogenannten „Welschen“ Jugendlichen im Alter zwischen 16 und 18 Jahren Kontakt auf, die aus der französischen Schweiz kamen, um deutsch zu lernen und zu arbeiten. Er initiierte einen Klub zur Freizeitgestaltung, Geselligkeit und Unterstützung für den späteren beruflichen Weg der Jugendlichen.
Farine setzte sich für die Emmaus Bewegung in Bern ein, welche 1956 im Anschluss an einen Vortrag von Abbé Pierre in einem Berner Keller entstand. Von hier aus zogen die Mitarbeiter der Bewegung aus, um Hilfsbedürftige zu unterstützen. Farine übernahm als einer der Organisatoren die Präsidentschaft der Gruppe „Freunde von Emmaus“. 1958 lud er die Mitglieder der verschiedenen Emmaus-Gruppen und Gemeinschaften nach Genf ein und gründete mit ihnen die Organisation Emmaus Schweiz, an deren Spitze er 32 Jahre lang stand.
Er stand im Rahmen seines Engagements in Verbindung zu Persönlichkeiten wie u. a.  Mutter Teresa, Papst Johannes Paul II., Raoul Follereau und Schwester Emmanuelle.
Farine setzte sich für die Bedürftigen in der Dritten Welt ein und initiierte gemeinsam mit den Mitarbeitern von Emmaus Bern die Aussätzigenhilfe Emmaus Schweiz. Unter der Schirmherrschaft von Emmaus Schweiz organisierte er eine Kampagne für Tausende von hungernden Kindern in dreizehn Staaten. Er schickte Freiwillige in mehrere Länder und beschäftigte sich u. a. mit Projekten für Behinderte, Blinde und Opfer von Erdbeben. Ausserdem beriet er junge Afrikaner in der Schweiz und erreichte, dass sie Ausbildungsstipendien erhielten. Gleichzeitig engagierte er sich weiter für bedürftige Menschen in der Schweiz und führte zum Beispiel gemeinsam mit einem Freund Kinderlager für notleidende Familien in den Bergen durch.
Auf Ersuchen von Raoul Follereau und Abbé Pierre wurde er Gründungspräsident der Internationalen Vereinigung der Leprahilfswerke (1966) sowie von Emmaus International (1969). 1980 arbeitete er mit Freunden ein Programm für Hilfsbedürftige in Indien aus, dem heutigen Emmaus Community Welfare Fund (ECOMWEL).
Unter dem Motto „Das Glück erntet man nur, wenn man sich selbst verschenkt“ war Farine 50 Jahre lang ehrenamtlich in der Schweiz und international tätig, besuchte u. a. Behinderte und Leprakranke, leitete Versammlungen, schrieb Artikel, gab Interviews und organisierte Spendensammlungen für die Hilfsaktionen. Es wurden durch Emmaus Schweiz, die Aussätzigenhilfe, ECOMWEL sowie andere Institutionen Hunderte von Projekten in 75 Ländern realisiert. Das Entwicklungskonzept der Projekte legte dabei immer Wert auf die Förderung der Eigenverantwortung und Selbsthilfe der Bedürftigen.
Nach Niederlegung seines Amtes als Präsident von Emmaus Schweiz und der Aussätzigenhilfe im Jahr 1990 widmete sich Farine noch mehr den Jugendlichen, teilte ihnen seine Erfahrungen mit und versuchte, ihnen mittels Vorträgen den Weg der Liebe und der Barmherzigkeit vorzuzeichnen. Auf diese Weise erreichte er etwa zehntausend Jugendliche u. a.  in Schulen und Pfarrgemeinden in Italien, Frankreich und der Schweiz. Seit 1995 verfasste er ausserdem Artikel und Bücher.
Unterstützt wurde Farine bei seinem sozialen Engagement und der Verbreitung des Evangeliums durch seine Frau Theres, die ebenfalls für zahlreiche Kinderhilfsprojekte in der Schweiz und in der Dritten Welt tätig war – unter anderem war sie Gründerin des Kinderhilfswerkes Kinderhilfe Emmaus in Bern.
Marcel Farine verstarb am 27. März 2008 im Alter von 84 Jahren an Herzversagen.

## Veröffentlichungen (Auswahl)
- Begegnungen der Hoffnung. Menschen aus dem Elend befreien – das Wirken der Emmaus-Bewegung. Walter, Solothurn 1994, ISBN 3-530-20151-0.
- Das verlorene Paradies des Eugen Drewermann. Antwort eines Laien an einen Theologen. Parvis, Hauteville 1996, ISBN 3-907523-79-2.
- Eine bessere Welt ist möglich. Die Probleme dieser Zeit im Licht des Evangeliums. Parvis, Hauteville 1999, ISBN 3-907525-33-7.
- Das Zeichen des Widerspruchs. Roman. BoD, Norderstedt 2002, ISBN 3-0344-0068-3.